# Amerikai barátréce
Az amerikai barátréce (Aythya americana) a lúdalakúak rendjébe, ezen belül a récefélék (Anatidae) családjába tartozó vízimadár.

## Rendszerezése
A fajt Thomas Campbell Eyton angol biológus írta le 1838-ban, a Fuligula nembe Fuligula americana néven.

## Előfordulása
Kanada és az Amerikai Egyesült Államok területén honos. Mexikóba és a Karib-térségbe vonul. Kóborlásai során eljut Európa nyugati részébe is. A természetes élőhelye édesvizű és sós mocsarak és tavak. Vonuló faj.

## Megjelenése
Testhossza 41,5–54 centiméter, szárnyfesztávolsága 74–85 centiméter; a hím testtömege 910–1220 gramm, a tojóé pedig 910–1110 gramm. Nászruhában a gácsér feje barna, háta és oldala szürke, begye és melle fekete. A tojó és a fiatal példány barnás színű.
|  |  |

## Életmódja
Növényi anyagokat és állati eredetűeket is fogyaszt.

## Szaporodása
A fészekalj 9-13 tojásból áll, melyen 24-28 napig kotlik. A fiókák kirepülési ideje 56-73 nap.

## Természetvédelmi helyzete
Az elterjedési területe rendkívül nagy, egyedszáma pedig növekedik. A Természetvédelmi Világszövetség Vörös listáján nem veszélyeztetett fajként szerepel.